# Vitor Vilela
Vitor Vilela (nascido em 9 de junho de 1998) é um programador e engenheiro de computação brasileiro, conhecido internacionalmente por seu trabalho aprimorando jogos de Super Nintendo Entertainment System (SNES).

## Carreira

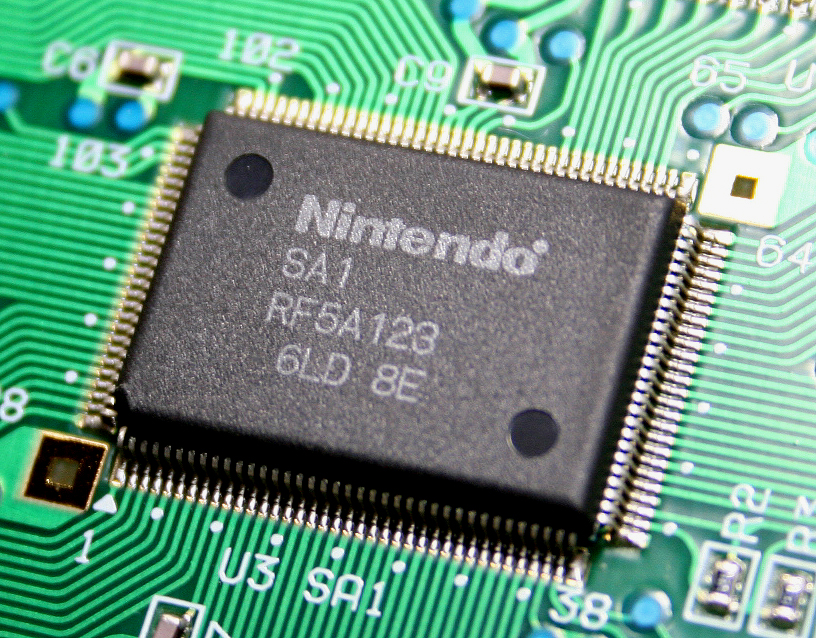
O chip SA-1

O Super Nintendo Entertainment System (SNES) foi lançado em 1993 na América do Sul. Vitor conta que ganhou o console de presente do seu pai aos 7 anos, e seu primeiro jogo foi Super Mario World. Ao longo do tempo, ele passou a ter interesse no funcionamento de jogos. Inicialmente, passou a editar fases do jogo supracitado utilizando o programa Lunar Magic e, aos 13 ou 14 anos, já tinha um conhecimento significativo da programação do SNES. Mais tarde, decidiu cursar engenharia de computação.

Em 2019, Vitor ficou conhecido por utilizar o chip SA-1, que melhora a velocidade de jogos de SNES, no jogo Gradius III, deixando-o com menos lentidão. Depois, em janeiro de 2021, vários sites notaram seu trabalho de aprimoramento em outros jogos, como Super Mario World, Super R-Type, Contra III e Super Castlevania IV. Em fevereiro, Vitor conseguiu aumentar a velocidade do jogo Race Drivin' para trinta quadros por segundo, sendo que, originalmente, eram apenas quatro. Em março, ele publicou um vídeo mostrando Super Mario World em widescreen, e, mais tarde no mesmo mês, aumentou a velocidade de Axelay. Em maio, ele teve acesso a um cartucho demo raro, que continha o SA-1. No mês seguinte, Vitor mostrou uma imagem de Super Mario World em ultra widescreen, dizendo que a versão widescreen seria lançada em breve, em seu Twitter. Esta versão foi lançada no dia 21.